# Lonicera
Lonicera es un género de plantas con flores perteneciente a la familia Caprifoliaceae. Comprende 526 especies descritas y de estas, solo 108 aceptadas.
Las especies incluidas dentro de este género normalmente son conocidas por el nombre popular de madreselvas. Son arbustos arqueados o parras sarmentosas, la mayoría con dulces fragancias y flores con forma de campana.

## Descripción
Las hojas son opuestas, ovales simples, y desde 1–10 cm de longitud; la mayoría son caducifolias y algunas son perennifolias. Estas plantas son la base de alimentación de las  larvas de especies de Lepidoptera de muchas familias, por ejemplo Spilosoma virginica (Erebidae), Hyphantria cunea (Erebidae), Celastrina argiolus (Lycaenidae), Amphipyra pyramidoides (Noctuidae).
La madreselva japonesa y la madreselva del Amur (Lonicera maackii) están consideradas como plantas invasivas en los EE. UU. y en Nueva Zelanda. Las madreselvas pueden ser controladas: cortándolas, quemándolas, o quemando las raíces y repitiendo la operación a las dos semanas hasta que las reservas de las raíces se hayan agotado.

## Usos
Lonicera caerulea var. edulis (Madreselva azul) y  Lonicera ciliosa (Madreselva naranja) destacan por su fruto comestible (a diferencia de las otras especies de loniceras cuyos frutos son tóxicos para el ser humano).
Lonicera xylosteum, es un remedio en la medicina tradicional.
Lonicera periclymenum (madreselva europea) es otro remedio de medicina tradicional, no muy corriente, usado para tratar la irritabilidad con explosiones de violencia. De igual manera, la Lonicera periclymenum y Lonicera japonica también se usan en medicina tradicional, por lo que hay diversos estudios sobre las funciones de estas plantas.
La lonicera ha sido recientemente descubierta como una de las plantas capaces de absorber más polución mejorando significativamente la calidad del aire a su alrededor, y por ser una planta que crece fácilmente en cualquier parte ha sido propuesta como parte de un proyecto de Holanda  para limpiar el aire de las grandes ciudades. La primera ciudad en realizar un proyecto con la lonicera será Ámsterdam, donde se creará un parque en forma de G alrededor de toda la ciudad. Este corredor verde tendrá más de 25.000 hectáreas de tierra. 
Además esta planta contiene una gran cantidad de biomasa que puede ser convertida en biocombustible (biodiésel). Estudios realizados por el ingeniero Ton van Oostwaard en Holanda hallaron que una hectárea de lonicera resulta en 12 toneladas de biomasa lista para convertirse en biocombustible.

## Taxonomía
El género fue descrito por Carlos Linneo y publicado en Species Plantarum 1: 173. 1753. La especie tipo es: Lonicera caprifolium
Etimología
El término "madreselva" se ha usado durante mucho tiempo para designar a las especies integrantes del género Lonicera, aunque este apelativo se aplicó primeramente para designar a la especie Lonicera caprifolium L., planta sarmentosa que se encuentra en los bosques europeos. El término "Lonicera" fue usado por primera vez por Linneo en  1753 adaptando al latín el apellido "Lonitzer", en honor del botánico Lonitzer (1528-1586), médico que ejerció en Fráncfort.

## Especies seleccionadas
- Flora americana

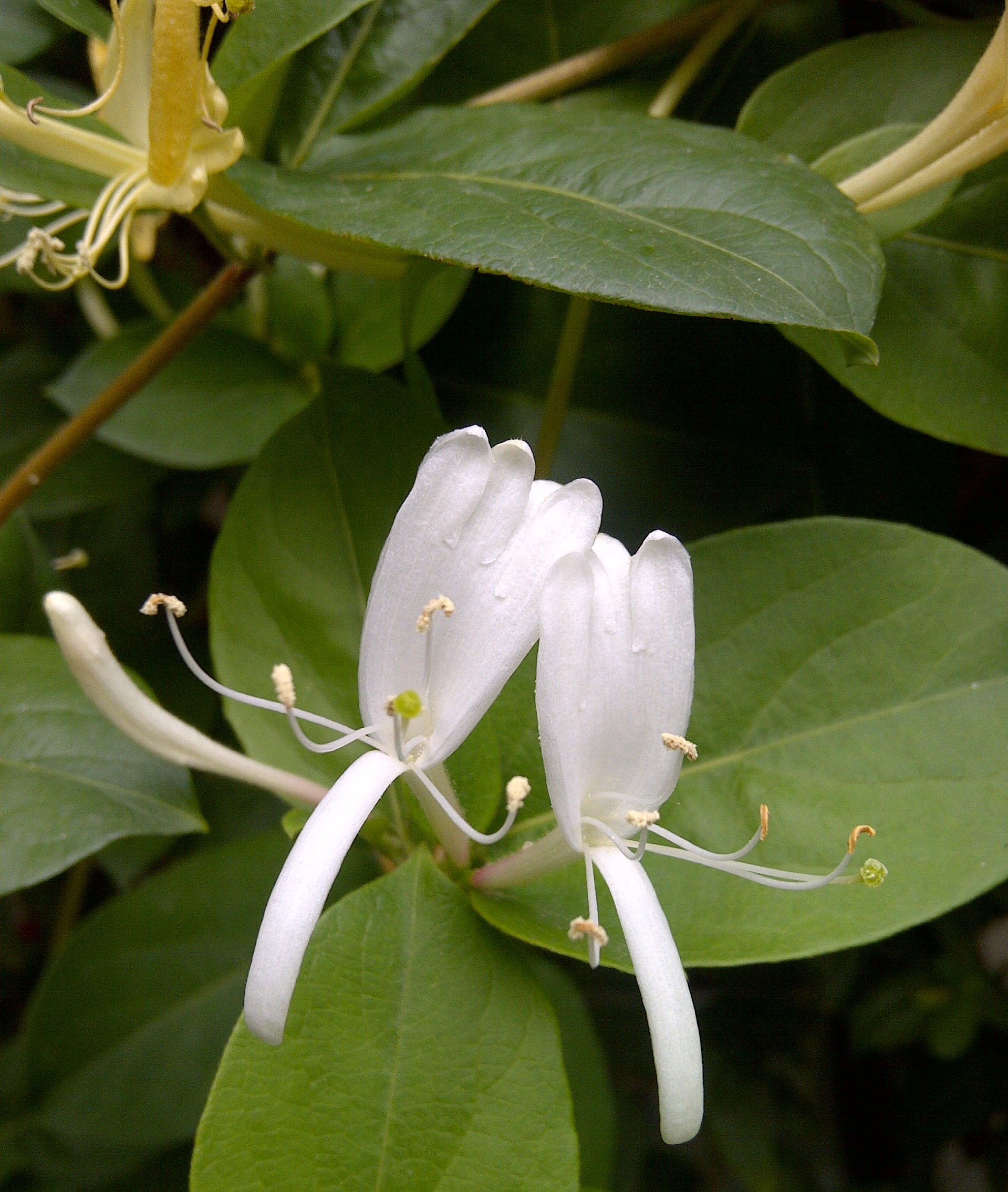
Lonicera

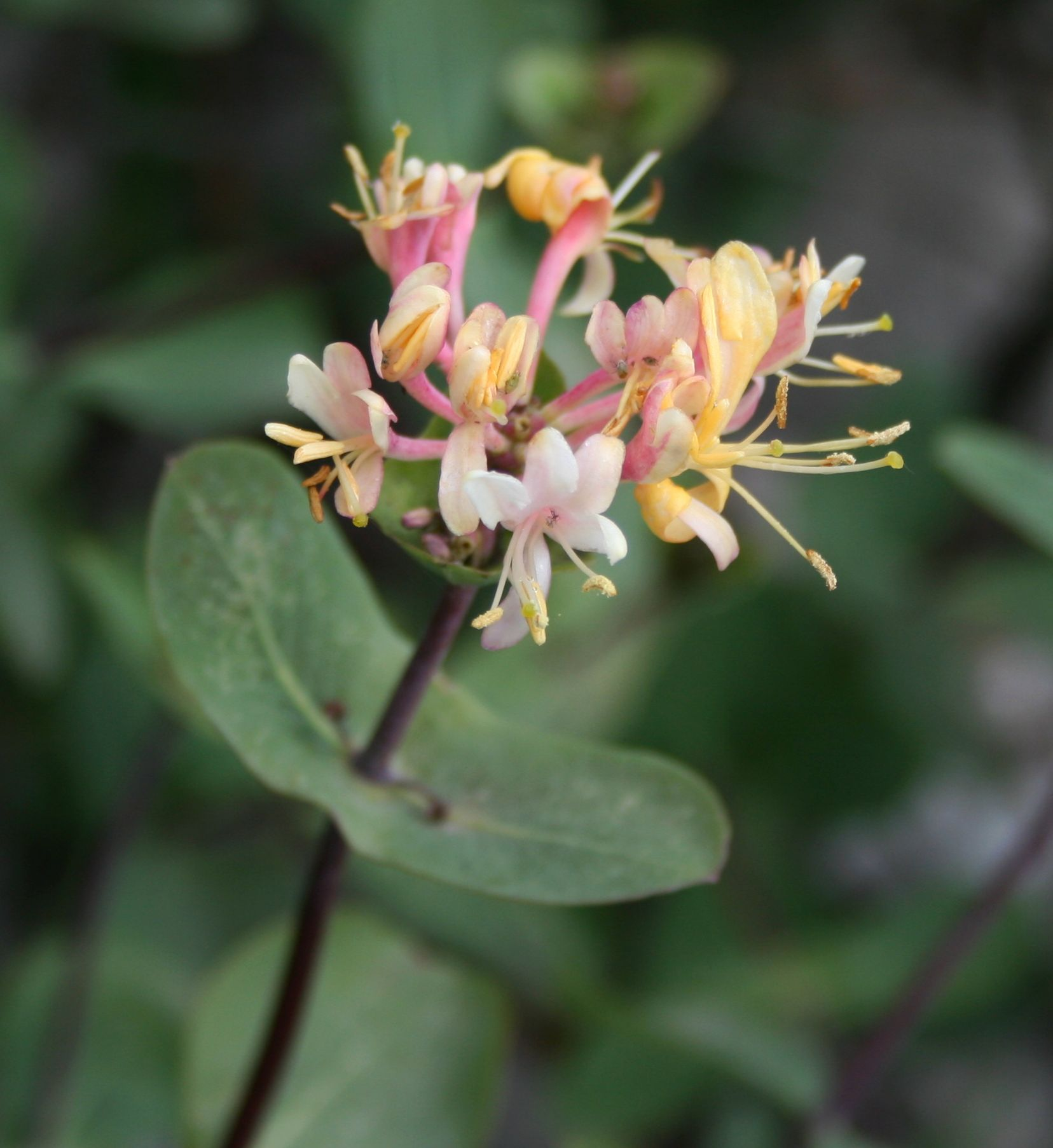
Lonicera etrusca, detalle de la flor

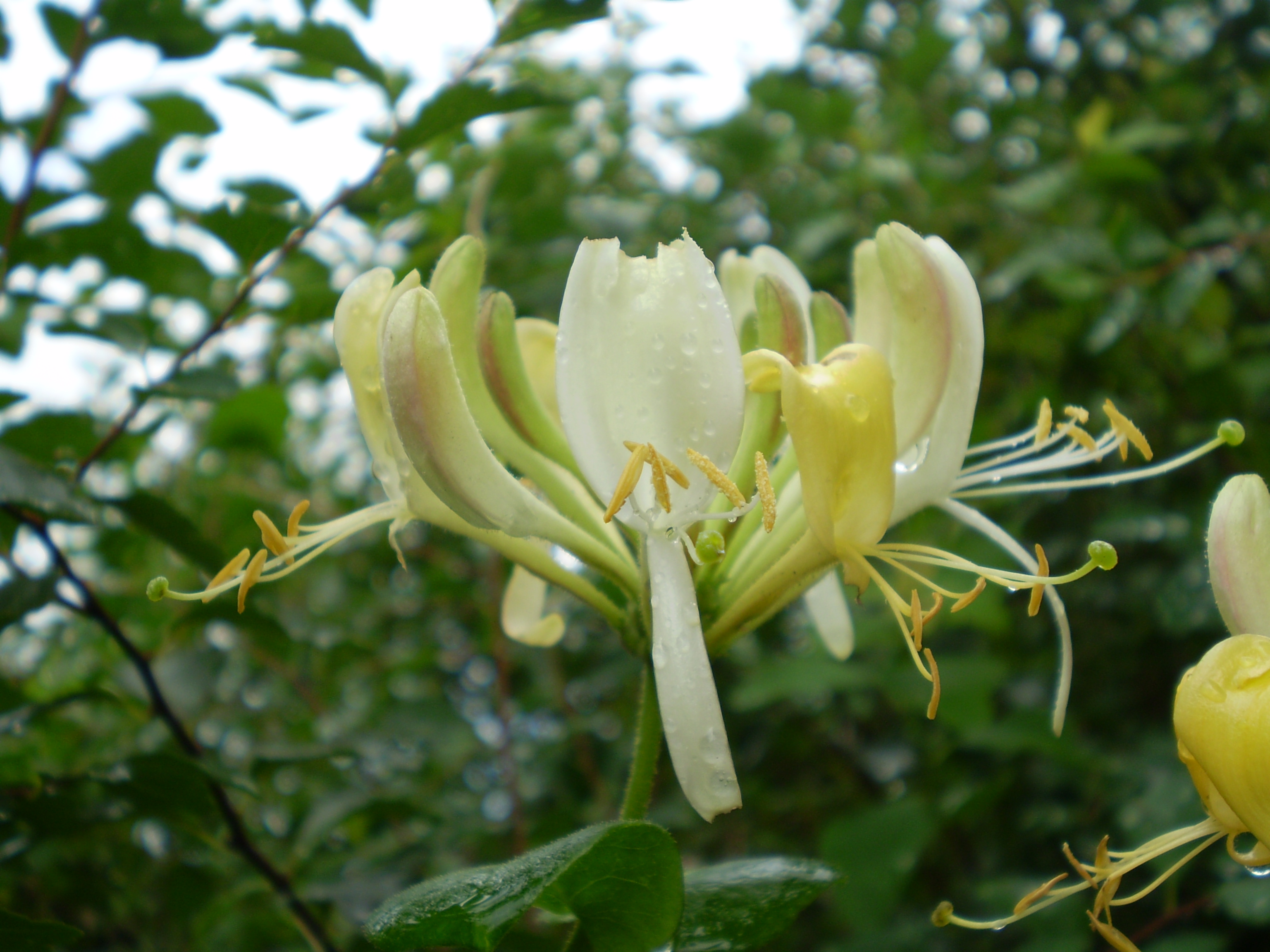
Lonicera periclymenum, detalle de la flor

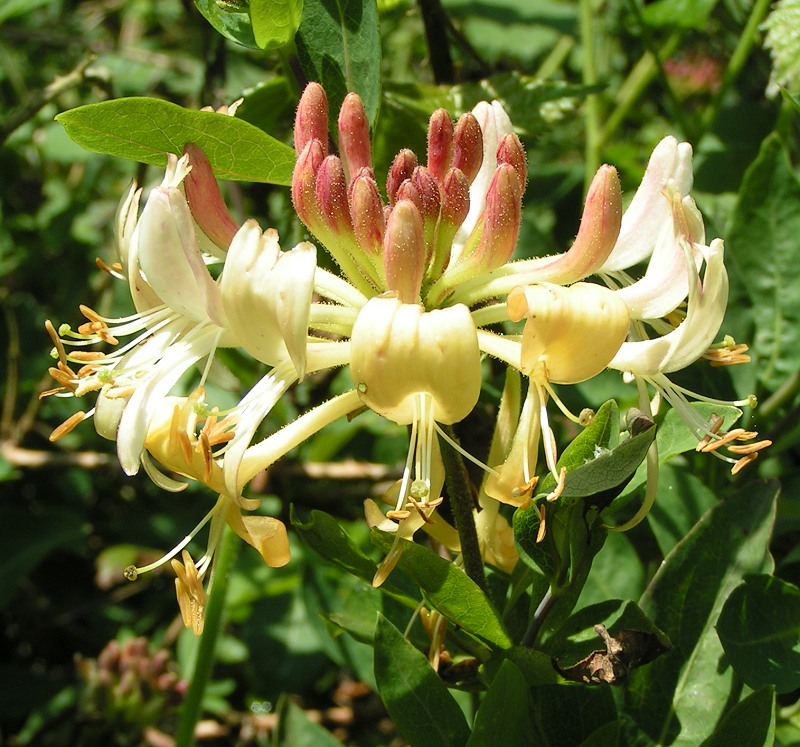
Lonicera periclymenum, detalle de la flor

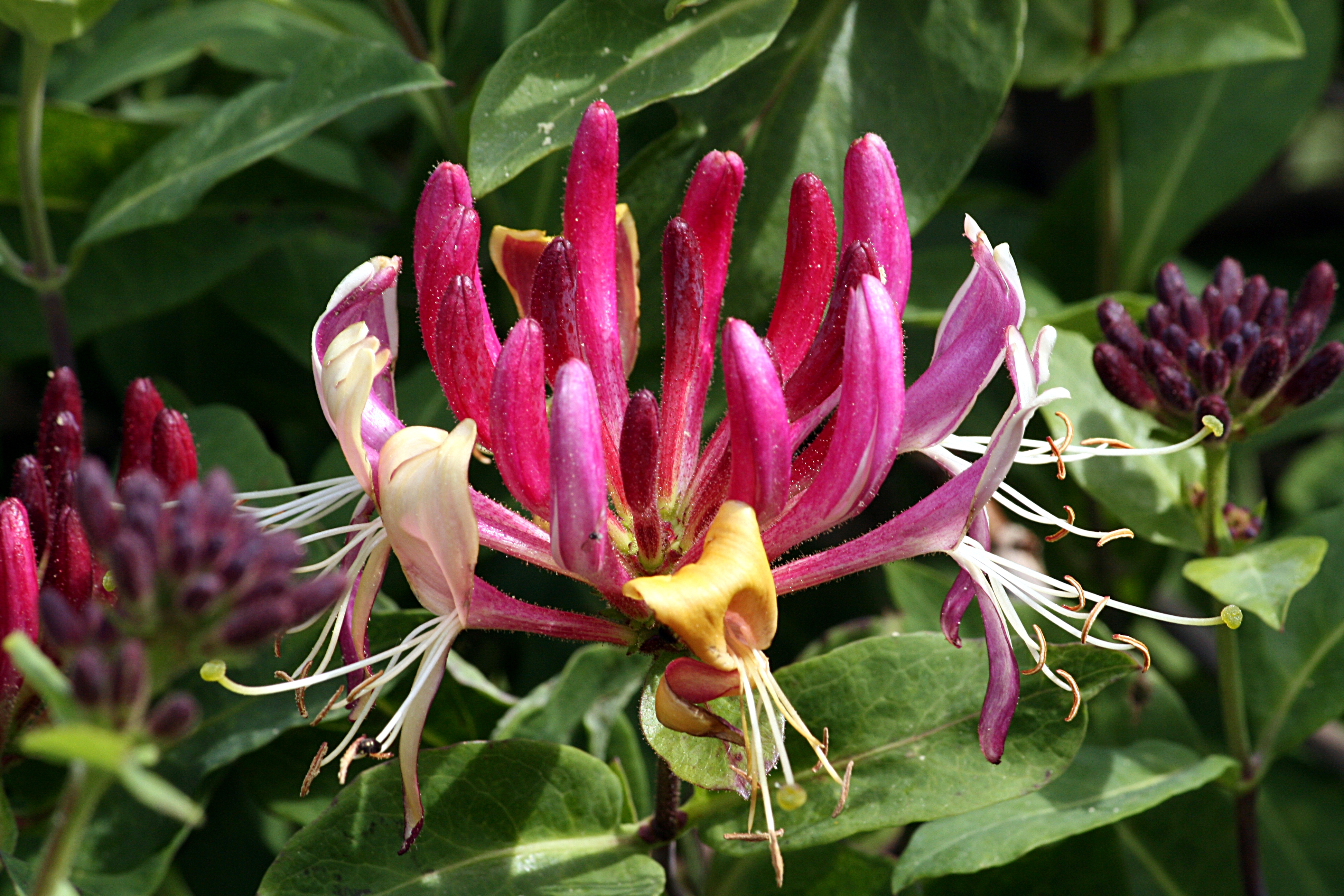
Lonicera caprifolium

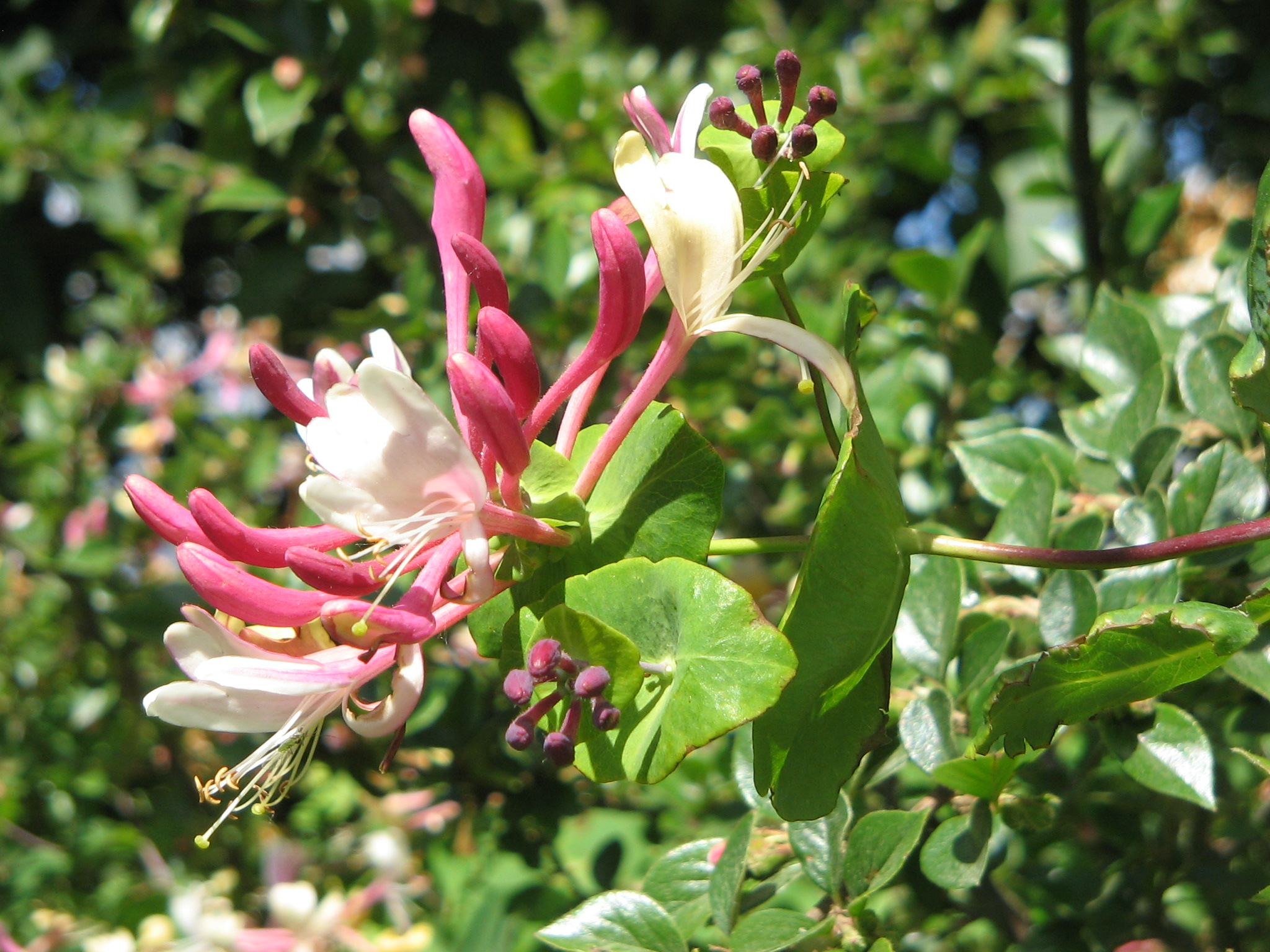
Lonicera caprifolium

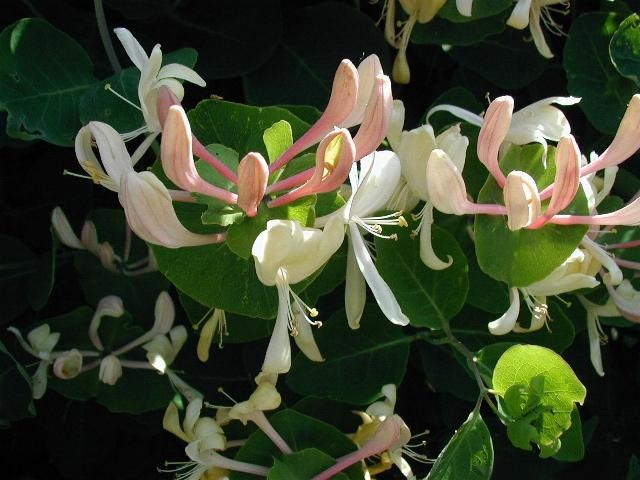
Lonicera caprifolium

  - Lonicera albiflora Torr. & A.Gray 
  - Lonicera arizonica Rehder - madreselva de Arizona
  - Lonicera caerulea Gueldenst.
  - Lonicera canadensis Muhl. ex Roem. & Schult. - madreselva de Canadá
  - Lonicera chrysanthaTurcz. ex Ledeb.
  - Lonicera ciliosa (Pursh) Poir. ex DC.
  - Lonicera conjugialis Kellogg
  - Lonicera dioica
  - Lonicera flava
  - Lonicera fragrantissima
  - Lonicera hirsuta - madreselva pilosa
  - Lonicera hispidula
  - Lonicera interrupta - madreselva chaparral.
  - Lonicera involucrata - madreselva bayas de oso
  - Lonicera korolkowii
  - Lonicera morrowii
  - Lonicera oblongifolia
  - Lonicera orientalis
  - Lonicera reticulata
  - Lonicera sempervirens - madreselva trompeta
  - Lonicera standishii
  - Lonicera subspicata
  - Lonicera utahensis - madreselva de Utah
  - Lonicera villosa

- Flora asiática
  - Lonicera japonica - madreselva del Japón, naturalizada en toda Europa
  - Lonicera maackii (Rupr.) Maxim. - madreselva de Maack Amur
  - Lonicera ruprechtiana - madreselva de Manchuria
  - Lonicera tatarica - madreselva de Tataria

- Flora europea
  - Lonicera alpigena - madreselva de los Alpes
  - Lonicera arborea
  - Lonicera biflora
  - Lonicera caerulea - madreselva azul
  - Lonicera caprifolium - madreselva de los jardines
  - Lonicera etrusca- madreselva etrusca
  - Lonicera glutinosa
  - Lonicera hellenica
  - Lonicera implexa- madreselva mediterránea, zapatillas
  - Lonicera nigra - madreselva negra
  - Lonicera nummulariifolia
  - Lonicera periclymenum 'Belgica Select' - madreselva de los bosques (flor roja-rosa)
  - Lonicera pyrenaica - madreselva del Pirineo
  - Lonicera splendida
  - Lonicera stabiana Pasq. (madreselva de Stabia) endémica de Italia
  - Lonicera xylosteum - madreselva de las hayas

### Híbridos naturales
- Lonicera x bella

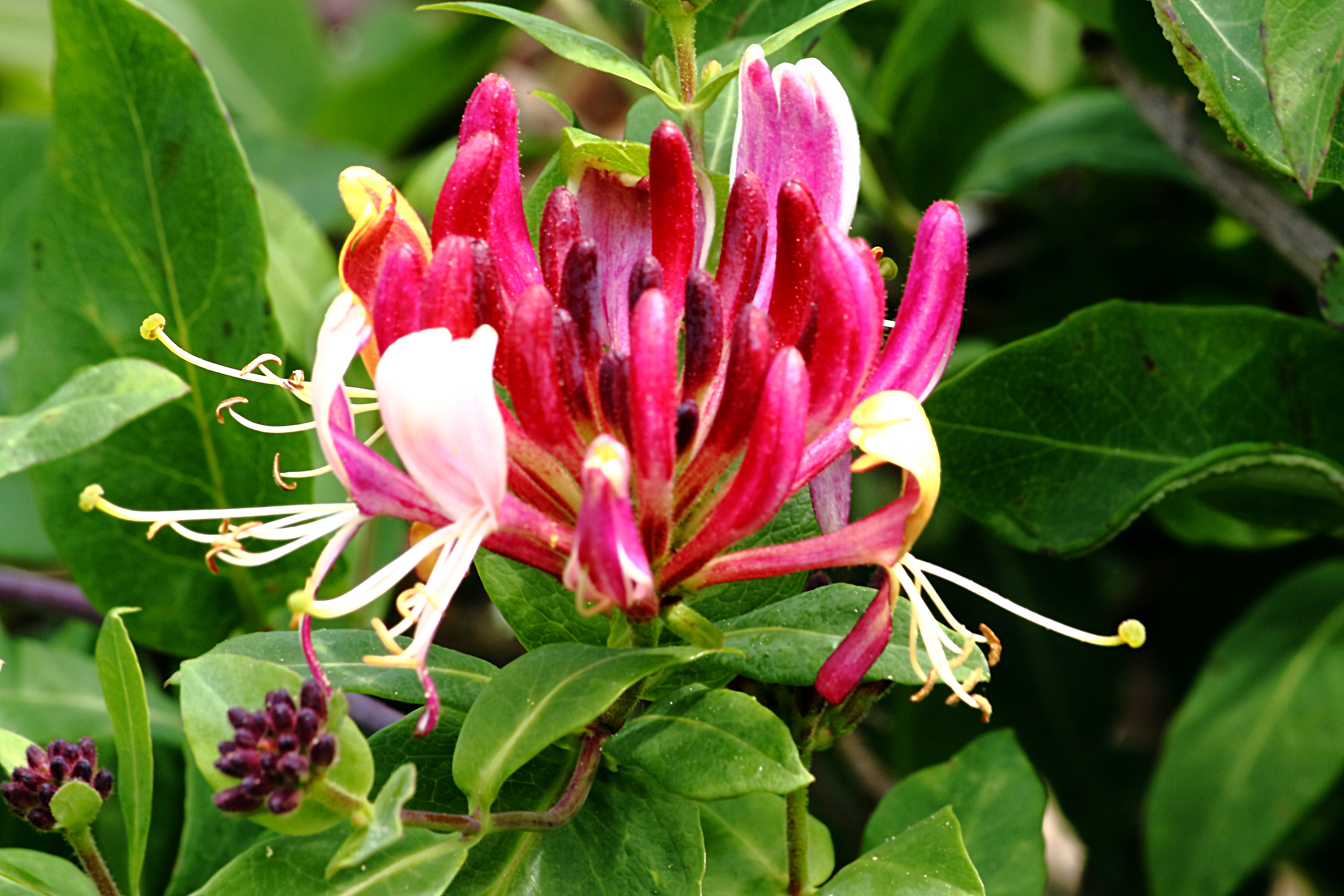
Lonicera x heckrotti (híbrida)

- Lonicera x heckrottii o 'American Beauty' (flor roja-rosa)
- Lonicera x minutiflora
- Lonicera x notha
- Lonicera x xylosteoides